# Jodi Elkington-Jones
Jodi Elkington-Jones (nascida em 17 de maio de 1993) é uma atleta paralímpica australiana com paralisia cerebral. Representou seu país, Austrália, nos Jogos Paralímpicos de Londres 2012 e também competiu em duas edições dos Jogos da Commonwealth, conquistando o ouro em 2014 no salto em distância das categorias F37 e F38. Defendeu as cores da Austrália competindo no atletismo dos Jogos Paralímpicos do Rio de Janeiro, em 2016.

## Detalhes
Elkington nasceu no ano de 1993, em Wodonga, no estado australiano de Vitória. Aos oito meses de idade, Jodi foi diagnosticada com paralisia cerebral e isso afeta a mobilidade no lado direito de seu corpo. Seu primo, Jarrem Pearce, é atleta. Fora do atletismo Elinkton gosta de arbitrar partidas de netball. Casou-se com Warwick Jones em maio de 2015.

## Atletismo

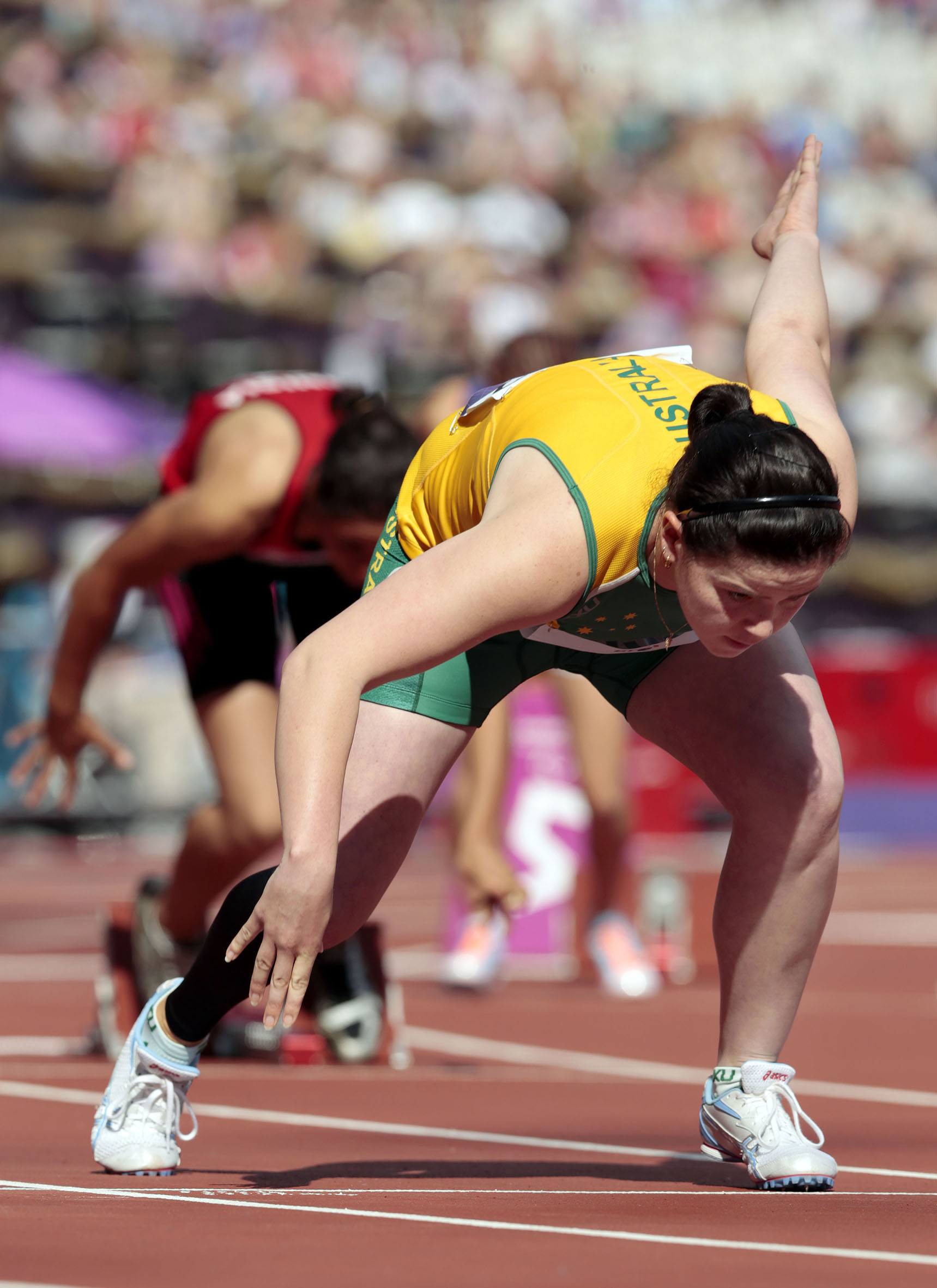
Elkington disputando os Jogos Paralímpicos de Londres 2012.

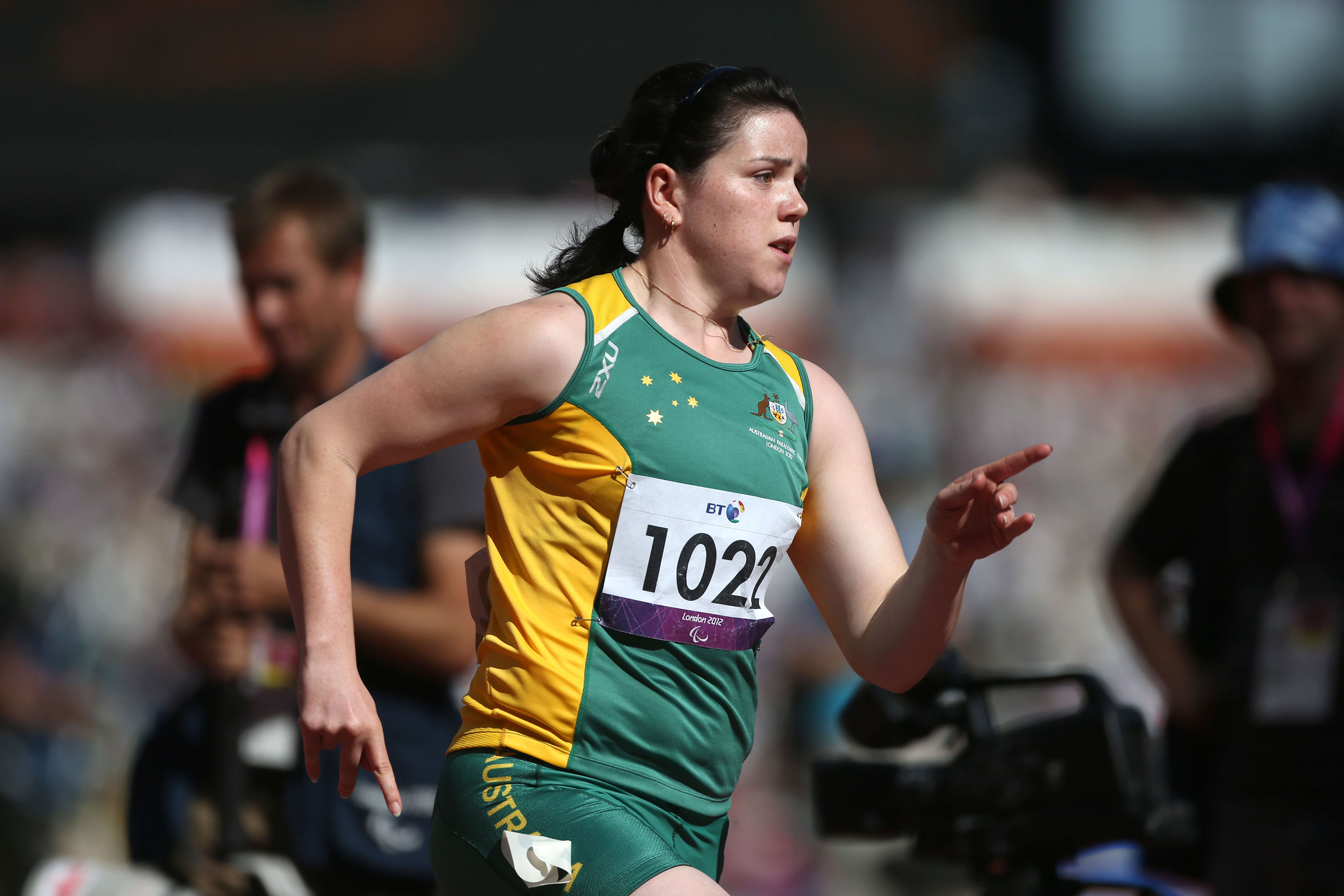
Elkington competindo nas Paralimpíadas de Londres 2012.

Elkington é atleta da categoria T37 e compete em provas dos 100 e 200 metros e de salto em distância. É integrante do Clube de Atletismo Wodonga.
Representou pela primeira vez a Austrália nos Jogos da Commonwealth de 2010 e terminou em quarto lugar na prova dos 100 metros, na categoria T37, com o tempo de 15.08. Enquanto lá, ela teve problemas de saúde relacionados com a alimentação e era a única atleta de elite da Austrália com deficiência nos Jogos. No Campeonato Australiano de Atletismo de 2011, terminou em segundo lugar na prova dos 200 metros. Competiu no Campeonato Mundial de Atletismo Paralímpico de 2011 em quatro provas, com seu melhor resultado sendo uma quarta colocação nos 400 metros feminino, na categoria T37. Competiu no Campeonato Australiano de 2012 e venceu a prova dos 400 metros com o tempo de 70s42.
Antes de competir nas Paralimpíadas de Londres 2012, Elkington era bolsista do Instituto Australiano de Esporte (AIS) e era treinada por Iryna Dvoskina. Ficou em sexto lugar nos 400 metros T37 dos Jogos de Londres 2012, com o tempo de 1:11:49s. Também ficou em quarto com o resto de sua equipe no revezamento 4 x 400 metros, nas categorias T35 e 38.
Nos Jogos da Commonwealth de 2014, conquista a medalha de ouro no salto em distância feminino, nas categorias T37 e T38.
No Campeonato Mundial de Atletismo Paralímpico de 2015, em Doha, Índia, ficou em quinto no salto em distância – T37 e em décimo segundo nos 100 metros feminino, na categoria T37.
Nas Paralimpíadas da Rio 2016, conquista a medalha de bronze no salto em distância feminino, na categoria T37, ao saltar 4m30.
Mora em Sydney desde 2015 e possui bolsa de estudos do Instituto de Esporte da Nova Gales do Sul.